# Apuñalamiento de Wakeley de 2024
El 15 de abril de 2024, en Wakeley, un suburbio al oeste de la ciudad de Sídney (Australia), un joven agresor musulmán entró en una iglesia asiria llamada Iglesia de Cristo el Buen Pastor y apuñaló a seis personas, entre ellas el obispo Mar Mari Emmanuel. Fue el segundo apuñalamiento masivo en la ciudad en tres días, después de los apuñalamientos de Bondi Junction de 2024, en un popular centro comercial localizado al este de Sidney.

## Antecedentes
Wakeley tiene una pequeña comunidad cristiana asiria, la mayoría de los cuales son refugiados de Irak y Siria. Mar Mari Emmanuel, obispo de la congregación desde 2011, fue un destacado crítico de los confinamientos y las vacunas durante la pandemia de COVID-19. También tiene posturas conservadoras con respecto a los derechos LGBT y por sus declaraciones se hizo viral en redes sociales.

## Eventos
Los apuñalamientos se produjeron en la noche en el suburbio de Wakeley, a 34 kilómetros al suroeste del distrito financiero de Sídney. Un joven de dieciséis años vestido de negro habría entrado en la iglesia asiria de Cristo el Buen Pastor y atacó a seis personas con un cuchillo, empezando por el obispo, Mar Mari Emmanuel, de 53 años, a quien se acercó en el altar. El evento fue transmitido en directo con la predicación del obispo, que como era costumbre estaba siendo emitido por internet. Posteriormente, el agresor fue detenido y puesto bajo custodia.

## Secuelas

### Heridos
Cinco personas sufrieron heridas leves mientras trataban de detener al atacante, incluido un hombre de unos 20 años, un hombre de unos 30 años, un hombre de unos 60 años, otro sacerdote llamado Padre Isaac Royel y el obispo. Otro hombre de unos 50 años que tenía múltiples cortes y que se decía que estaba en estado grave fue trasladado al Hospital de Liverpool, que fue puesto bajo cierre parcial. Durante los hechos, once ambulancias fueron enviadas a la iglesia.

### Disturbios
Una gran multitud se reunió frente a la iglesia y el hospital, donde creían que se encontraba detenido el atacante. Al grito de: "¡Sacadlo!" se enfrentaron a la policía y atacaron los vehículos policiales. La policía antidisturbios utilizó gas pimienta contra la multitud frente a la iglesia y al menos dos agentes de policía resultaron gravemente heridos.

## Reacciones
La administración de la iglesia de Cristo el Buen Pastor llamó a la gente a orar por las víctimas del ataque y por el autor, de acuerdo con los "deseos" del obispo Emmanuel y del padre Isaac. También pidió a los que se habían reunido en la iglesia "leave in peace" (se fueran en paz).
El ataque fue condenado por varios grupos y organizaciones religiosas, incluido el Consejo Nacional de Imanes de Australia y el Consejo Ejecutivo de los judíos australianos tras una reunión con el primer ministro de Nueva Gales del Sur , Chris Minns, quien también expresó su solidaridad con las víctimas mientras los servicios de emergencia llamaban a la calma.
El padre del agresor afirmó que no notó signos de radicalización en su hijo antes del ataque. Según un líder de la comunidad musulmana que habló con la familia, el joven expresó su remordimiento y disculpas por el hecho a su madre, y añadió que la familia, que cambió de residencia por temor a represalias, condenó el ataque.